# Máximo Tajes

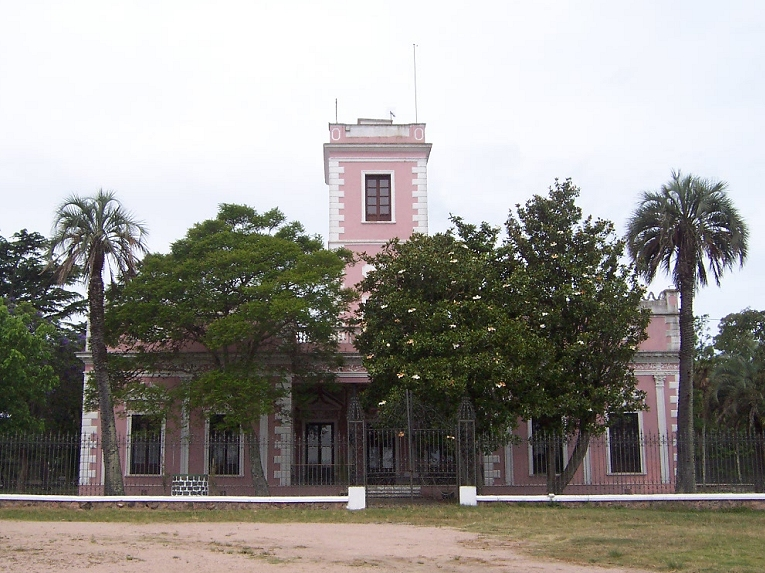
Wohnhaus von Máximo Tajes nahe Cerrillos.

Máximo Tajes Cáceres (* 23. November 1852 in Canelones; † 21. November 1912 in Montevideo) war ein uruguayischer Militär und Politiker.

## Leben
Tajes gehörte der Partido Colorado an und wurde am 18. November 1886 vom Kongress zum Präsidenten von Uruguay gewählt. Diese Position hatte er bis zum 1. März 1890 inne. Damit war er der letzte Präsident in der Phase der Militärdiktatur (1876–1890). Während seiner Amtszeit setzte er zunächst im Kongress einen Verbannungsbeschluss gegen seinen politischen Gegner und Amtsvorgänger Máximo Santos durch. Anschließend wirkte er auf die Wiederherstellung der Verfassung und die Beseitigung der seinen Vorgänger unterstützenden militärischen Führungsfiguren hin. Zu seinem Nachfolger wurde schließlich Julio Herrera y Obes gewählt. Am 27. März 1897 wurde ihm das Amt des uruguayischen Botschafters in Argentinien übertragen, das aber noch im selben Jahr ab dem 27. Oktober Domingo Mendilaharsu übernahm.